# Kleitos der Weiße
Kleitos der Weiße (altgriechisch Κλεῖτος ὁ Λευκός Kleítos ho Leukós; † 317 v. Chr.) war ein makedonischer Flottenkommandant (nauarchos) und Diadoche im 4. vorchristlichen Jahrhundert.
Er nahm am Asienfeldzug Alexanders des Großen als Taxiarch (Kommandant) einer Phalanx teil. In der Schlacht am Hydaspes durchquerte er mit Alexander den gleichnamigen Fluss. Nach der Revolte des Heeres in Opis 324 v. Chr. wurde er mit den Veteranen unter Krateros nach Europa zurückbefohlen.
Dort unterstützte er Antipater im lamischen Krieg gegen die revoltierenden Griechen. Im Herbst 322 v. Chr. siegte er dabei in der entscheidenden Seeschlacht bei Amorgos über Athen. Nach Plutarch soll sich Kleitos nach diesem Sieg Poseidon genannt und fortan einen Dreizack getragen haben. Für seine Dienste wurde er nach dem ersten Diadochenkrieg 320 v. Chr. auf der Konferenz von Triparadeisos mit der Provinz Lydien betraut. Im zweiten Diadochenkrieg unterstützte Kleitos den Reichsregenten Polyperchon. Dabei verlor er 319 v. Chr. Lydien an Antigonos Monophthalmos. Im Sommer 317 v. Chr. kam es zur Schlacht von Byzantion, in der Kleitos zunächst siegreich gegen Nikanor  war, dann aber gegen Antigonos vernichtend unterlag. Ihm gelang die Flucht nach Thrakien, wo er von Lysimachos gefangen und erschlagen wurde.
Er trug seinen Beinamen als Unterscheidung zu Kleitos dem Schwarzen.